# Quixotic
Quixotic è l'album d'esordio della cantante Martina Topley-Bird, pubblicato nel 2003 dall'etichetta Independiente.
L'album è stato pubblicato negli Stati Uniti nel 2004 dalla Palm Records col titolo Anything, una lista tracce differente e tre tracce mancanti.

## Tracce
1. Intro (Martina Topley-Bird)  - 1:11
2. Need One (Topley-Bird, Amp 9)  - 3:55
3. Anything (Nick Bird, Steve Crittall)  - 4:25
4. Soul Food (Topley-Bird, Amp 9)  - 5:32
5. Lullaby (Topley-Bird, Amp 9)  - 4:23
6. Too Tough to Die (Topley-Bird, David Holmes)  - 3:58
7. Sandpaper Kisses (Topley-Bird, Amp 9)  - 3:52
8. Ragga (Topley-Bird, Tricky)  - 3:15
9. Lying (Topley-Bird)  - 4:14
10. I Wanna Be There (Topley-Bird, Amp 9)  - 1:54
11. I Still Feel (Topley-Bird, Amp 9)  - 5:21
12. Ilya (Topley-Bird)  - 4:38
13. Stevie's (Day's of a Gun) (Topley-Bird, Amp 9)  - 4:32

### Tracce versione USA (Anything)
1. Anything
2. Ragga
3. Need One
4. Soul Food
5. Ilya
6. I Still Feel
7. Sandpaper Kisses
8. Too Tough to Die
9. Lullaby
10. Outro

## Ospiti
- Tricky - compositore, produttore, voce e testi su traccia 9.
- Mark Lanegan, voce su traccia 2.
- Josh Homme, chitarra su traccia 2. plays additional guitar on "Need One"
- David Holmes - compositore e produttore tracce 6 e 10.
- David Arnold - co-compositore e arrangiamenti archi traccia 13.